# City Wok
City Wok — сеть фастфуд-ресторанов азиатской тематики в Калифорнии США, Санто-Доминго, Доминиканская Республика, и в Пафосе, Кипр, планируется также открытие сети в Флориде и Северной Каролине. Название сети происходит от «вок» — названия традиционной китайской сковороды оригинального дизайна, широко используемой в китайской кухне.

## В популярной культуре
Известна как объект пародии в мультсериале «Южный парк». В Саут-Парке ресторан сети «City Wok» содержит китаец Туонг Лу Ким, произносящий название как «shitty» (в переводе MTV — «Гань-вань-чи ресторан», который произносится как «говнючий»). Когда эфир на дневном телевидении, слово заменяется на «Читти».